# Andreas Stratos
Andreas N. Stratos (en grec : Ανδρέας Ν. Στράτος ; 1905 - 30 août 1981) était un avocat, homme politique et historien grec. Fils du Premier ministre de Grèce Nikolaos Stratos, il fut élu sans interruption membre du Parlement hellénique de 1932 à 1961, occupant à cinq reprises des fonctions ministérielles : ministre du Travail (1946, 1954–1955), ministre gouverneur général de la Grèce du Nord (1952–1954) et ministre de la Santé et de la Prévoyance sociale (1958–1961, 1961–1962). Après son retrait de la vie politique, il rédigea l'ouvrage en six volumes Byzance au VIIe siècle (Το Βυζάντιον στον Ζ' αιώνα, 1965–1977), première étude exhaustive de l'Empire byzantin pour cette période.

## Biographie
Andreas Stratos naquit à Athènes en 1905, fils de Nikolaos Stratos et de Maria Koromila. En novembre 1922, son père fut jugé et exécuté par le gouvernement militaire, accusé d’être l'un des principaux responsables de la défaite grecque contre la Turquie lors de la « Catastrophe d'Asie Mineure ». Dans l'atmosphère politique particulièrement virulente de l'époque, Andreas, alors âgé de 17 ans, s'enfuit avec sa mère et sa sœur, Dora, en Allemagne. La famille se retrouva en grande difficulté financière, malgré une aide ponctuelle de sa grand-mère et de Nikólaos Kalogerópoulos, ce qui contraignit sa mère à travailler à la fois comme cantatrice soprano et comme couturière auprès de plusieurs créateurs de mode. Andreas put néanmoins poursuivre des études de droit et de sciences politiques aux universités d'Iéna, de Berlin et de Paris, où il étudia également la musique dans un conservatoire.
En 1927, la famille retourna en Grèce, et Andreas obtint son diplôme de droit à l'Université d'Athènes. Après avoir accompli son service militaire, il devint avocat et fut recruté au sein du service juridique de la Banque nationale de Grèce. La popularité de son père dans sa province d'origine, l'Étolie-Acarnanie, lui permit de se présenter aux élections législatives de 1932 sous l'étiquette du Parti populaire, où il remporta le siège pour l'Étolie-Acarnanie — succès qu’il renouvela lors de dix élections consécutives jusqu’en 1961.
Lors du déclenchement de la guerre italo-grecque en octobre 1940, Andreas Stratos s’engagea comme volontaire. Il fut réélu sous l’étiquette du Parti populaire lors des premières élections d'après-guerre en 1946 et devint ministre du Travail dans le gouvernement intérimaire de Panagiotis Poulitsas ainsi que dans les gouvernements de Panagis Tsaldaris (13 avril – 21 novembre 1946). Parmi ses initiatives durant ce mandat figurent la création d'un fonds de chômage, l'augmentation des salaires pour le travail de nuit, les jours fériés et les dimanches, ainsi que la mise en place de colonies de vacances pour les enfants de familles ouvrières à faibles revenus.
En 1947, Stratos, accompagné de 18 autres députés, quitta le Parti populaire pour rejoindre le Nouveau Parti de Spíros Markezínis. Toutefois, lors des élections de 1950, le Nouveau Parti subit une défaite cinglante, et seul Stratos parvint à être réélu au Parlement. En 1951, il rejoignit le Rassemblement grec du maréchal Alexandre Papagos et fut réélu lors des scrutins de 1951 et 1952[1]. Stratos fut nommé ministre gouverneur général de la Grèce du Nord dans le gouvernement Papagos, poste qu’il occupa jusqu’au 15 décembre 1954, date à laquelle il fut de nouveau nommé ministre du Travail, fonction qu’il conserva jusqu'à la démission du gouvernement Papagos le 6 octobre 1955, à la suite du décès du maréchal.
Bien qu’ayant été victime d'une crise cardiaque nécessitant des soins à Paris, Andreas Stratos fut de nouveau élu en son absence député de l’Étolie-Acarnanie lors des élections de février 1956, cette fois sous l’étiquette de l'Union radicale nationale, successeur du Rassemblement grec. Il exerça ensuite la fonction de chef de la délégation grecque lors de la 12ᵉ session de l’Assemblée générale des Nations Unies. Réélu en 1958, il occupa le poste de ministre de la Prévoyance sociale durant le troisième gouvernement de Konstantinos Karamanlis (17 mai 1958 – 20 septembre 1961), puis de nouveau après les élections de 1961, du 4 novembre 1961 jusqu’à sa démission le 20 décembre 1962.
Après sa démission, Andreas Stratos se retira de la vie politique et se consacra à sa passion : l'étude de l'Empire byzantin. Bien qu’il ne fût pas un universitaire de formation, il était un amateur éclairé et participa à de nombreux congrès internationaux de byzantinologie, publiant également de nombreux articles dans des revues scientifiques internationales. Dès le début des années 1950, il avait concentré son intérêt sur le VIIᵉ siècle, une période de transformation jusque-là négligée dans l’historiographie byzantine. Le fruit de ses recherches fut l'ouvrage en six volumes Byzance au VIIᵉ siècle (Το Βυζάντιον στον Ζ' αιώνα, publié chez Estia entre 1965 et 1977), ultérieurement traduit en français et en anglais, pour lequel il reçut en 1970 le Prix de l'Académie d'Athènes.